# (6661) Ikemura
(6661) Ikemura est un astéroïde de la ceinture principale.

## Description
(6661) Ikemura est un astéroïde de la ceinture principale. Il fut découvert le 17 janvier 1993 à Kani par Yoshikane Mizuno et Toshimasa Furuta. Il présente une orbite caractérisée par un demi-grand axe de 2,38 UA, une excentricité de 0,17 et une inclinaison de 2,7° par rapport à l'écliptique.

## Compléments